# Regimentul 3 Vânători (1916-1918)
Regimentul 3 Vânători a fost o unitate de nivel tactic, care s-a constituit la 14/27 august 1916, prin mobilizarea unităților și subunităților existente la pace aparținând de Batalionul 3 Vânători din armata permanentă, dislocat la pace în garnizoana Ploiești. :p. 123 
Regimentul a făcut parte din organica Diviziei 5 Infanterie. La intrarea în război, regimentul a fost comandat de colonelul Constantin Penescu. Regimentul 3 Vânători a participat la acțiunile militare pe frontul românesc, pe toată perioada războiului, între 14/27 august 1916 - 28 ocotmbrie/11 noiembrie 1918.

Drapelul de luptă al regimentului fost decorat cu Ordinul „Mihai Viteazul”, clasa III:
„Pentru vitejia și avântul remarcabil cu care au luptat la satul Doaga, atât ofițerii, cât și trupa acestui glorios regiment, în zilele de 24-29 iulie 1917. Deși cu pierderi mari, au respins toate atacurile înverșunate  ce trupele germane au dat asupra pozițiunei ce regimentul ocupa și la rândul lor au atacat de 2 ori cu furie acea localitate, făcând prin sacrificiul lor să se poată stăpâni capul de pod de la Cosmești, la care râvnea un inamic de patru ori mai numeros.”
Înalt Decret no. 1171 din 9 octombrie 1917:p.157

## Participarea la operații

### Campania anului 1916
În campania anului 1916 Regimentul 3 Vânători a participat la acțiunile militare în dispozitivul de luptă al Diviziei 5 Infanterie și Diviziei 2/5 Infanterie, participând la Acțiunile militare din Dobrogea și Bătălia pentru București. 

### Campania anului 1917
În campania anului 1917 Regimentul 3 Vânători a participat la acțiunile militare în dispozitivul de luptă al Diviziei 5 Infanterie, participând la Bătălia de la Mărășești . În această campanie, regimentul a fost comandat de locotenent-colonelul Ioan Jujescu.

### Campania anului 1918
În anul 1918 Regimentul 3 Vânători a făcut parte din Brigada 3 Vânători, din organica Diviziei 2 Vânători. :pp. 197-198

## Comandanți
- Locotenent-colonel Constantin Penescu
- Locotenent-colonel Ioan Jujescu

## Decorații
- Ordinul „Mihai Viteazul”, clasa III, 30 februarie 1917[4]:p.157